# János Csernoch

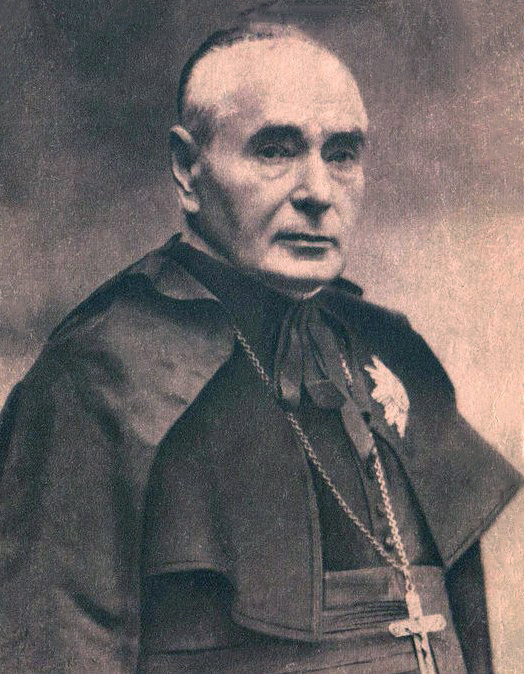
János Kardinal Csernoch (1913)

Wappen als Fürstprimas und Kardinal

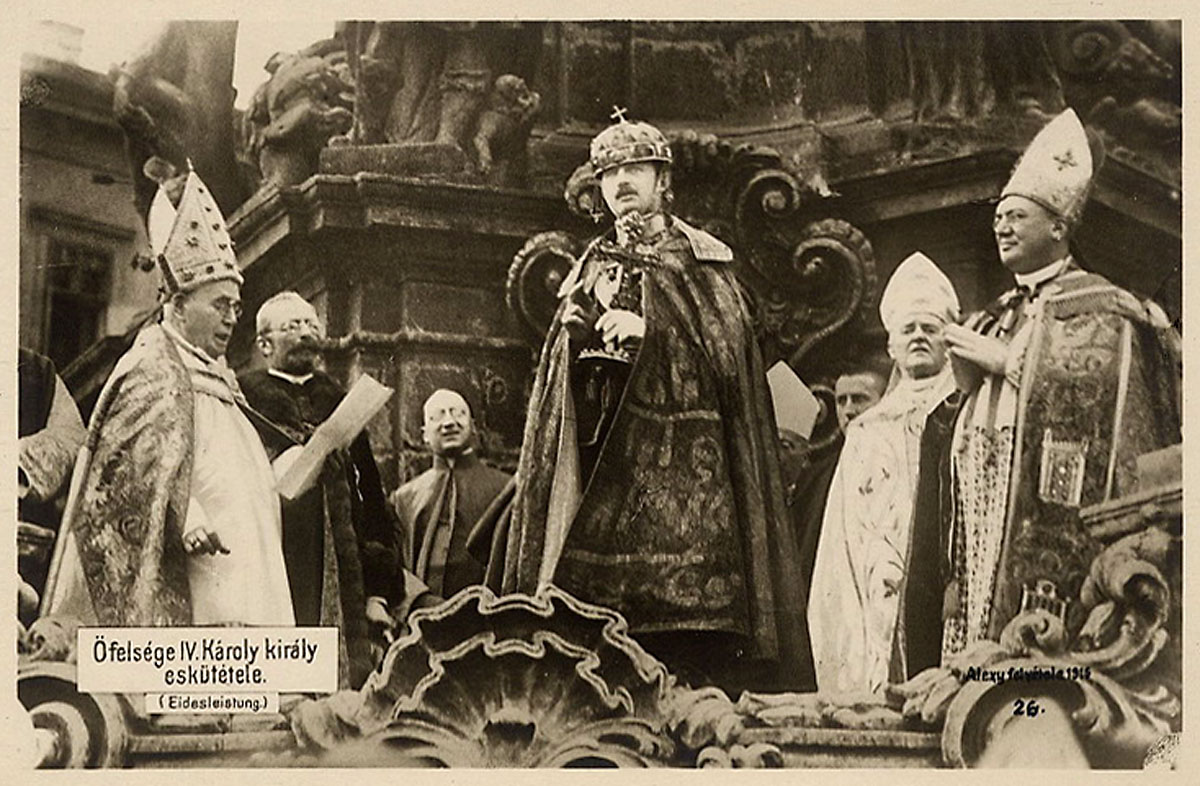
Kardinal Csernoch (links) bei der Eidesleistung des neu gekrönten Königs Karl IV. (30. Dezember 1916)

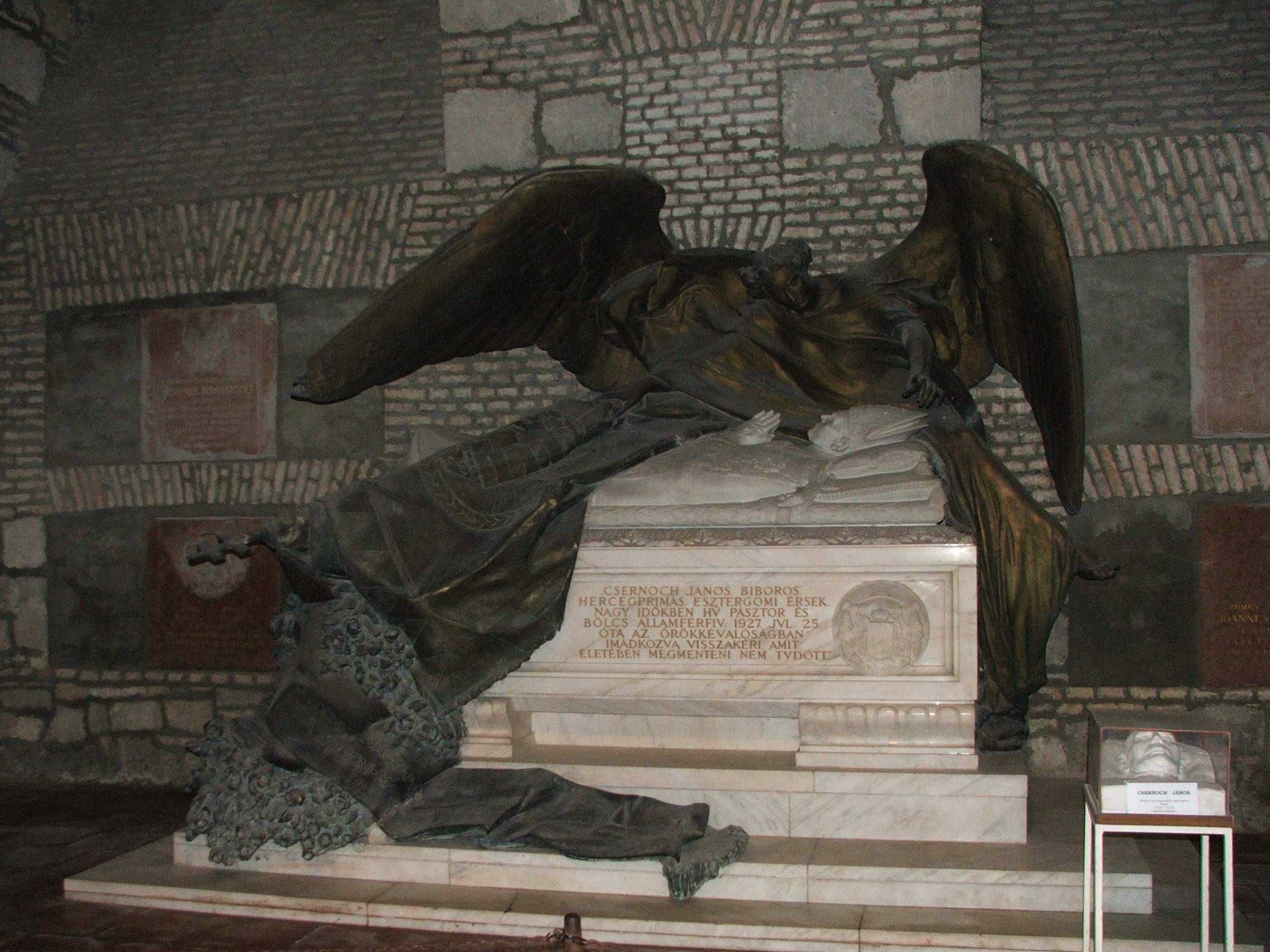
Denkmal von János Csernoch im Dom zu Esztergom

János Kardinal Csernoch (ungarisch) [ˈjaːnoʃ ˈʧɛrnox] bzw. Ján Kardinal Černoch (slowakisch) (* 18. Juni 1852 in Skalica (Skalitz), Königreich Ungarn (heute Slowakei); † 25. Juli 1927 in Esztergom (deutsch Gran)) war Erzbischof von  Esztergom und Fürstprimas von Ungarn.

## Leben
Černoch studierte in Wien und Rom die Fächer Philosophie und Katholische Theologie. Er promovierte zum Doktor der Katholischen Theologie und empfing am 18. November 1874 in Wien die Priesterweihe. Nach Abschluss weiterführender Studien arbeitete er als Seelsorger, Hochschullehrer, Bibliothekar, Archivar und Notar des Apostolischen Stuhles in Radošovce (dt. Radoschotz, ung. Radosócz) und Esztergom. 1888 erhielt er die Ernennung zum Titularabt von Savnyik, 1901 vertrat er seinen Geburtsort im ungarischen Parlament.
Černoch war Mitgründer der Katholischen Partei Ungarns, in der er anfangs den slowakischen Katholizismus vertrat (nach 1918 war er aber Anhänger ungarischer Interessen).
1907 wurde er Apostolischer Protonotar. 1908 ernannte ihn Papst Pius X. zum Bischof von Csanád. Die Bischofsweihe spendete ihm am 10. Mai 1908 der Bischof von Veszprém und spätere Kardinal Károly Hornig, Mitkonsekratoren waren Jozsef Németh, Weihbischof in Csanád, und Vasile Hossu, Bischof von Lugoj.
Papst Pius X. ernannte Černoch 1911 zum Erzbischof von Bistum Kalocsa und 1912 zum Erzbischof von Esztergom.
Am 25. Mai 1914 wurde János Csernoch als Kardinalpriester in das Kardinalskollegium aufgenommen. Den Galero und die Zuweisung seiner Titelkirche Sant’Eusebio empfing er in Rom am 8. September 1914. János Kardinal Csernoch nahm in den Jahren 1914 und 1922 am Konklave teil. 1916 krönte er Karl IV. von Ungarn.
Nach dem Tod des mittlerweile exilierten Königs fand am 4. April 1922 in Budapest ein vom Kardinal Csernoch zelebriertes Pontifikalrequiem in der Matthiaskirche statt.
János Csernoch starb am 25. Juli 1927 in Esztergom und wurde in der dortigen Kathedrale beigesetzt.